# Teoria Knothego-Budryka
Teoria Knothego-Budryka – teoria stworzona w latach 50. przez Stanisława Knothego i Witolda Budryka, opisująca przebieg deformacji występujących na powierzchni terenu spowodowanych eksploatacją górniczą. Stanowi kontynuację teorii niemieckich (Schmitza i Keinhorsta) z pierwszej połowy XX wieku.

## Obserwacje
Teoria powstała na bazie obserwacji zachowania się terenu na obszarze GOP. Podstawowymi spostrzeżeniami były:
- duży zasięg wpływów, ale istotny tylko do pewnej odległości od pola eksploatacji górniczej
- od pewnej odległości od krawędzi pola eksploatacji wewnątrz niecka jest płaska i osiadania przyjmują wartość maksymalną
- punkt przegięcia niecki wypada nad krawędzią pola lub wewnątrz niego
- osiadania nad krawędzią przyjmują połowę wartości maksymalnej
- symetryczność niecki (w przybliżeniu).

W oparciu o powyższe obserwacje wysunięto hipotezę, że pochodna profilu niecki obniżeniowej można opisać funkcją Gaussa

## Pierwotne założenia
Początkowo teoria przyjęła kilka założeń:
- obliczenia dla pokładów węgla
- jedna parcela
- płytkie zaleganie złoża (<350 m)
- upad złoża zbliżony do 0
- niezaburzona tektonika
- górotwór nieściśliwy i jednorodny
- stany ustalone niecki.

Powyższe założenia są niemożliwe do spełnienia przy rzeczywistych warunkach. W takich przypadkach należy zastąpić jednorodną parcelę elementami złożowymi powstałymi w procesie dyskretyzacji złoża. Każdemu elementowi złoża można przypisać indywidualnie parametry (np. miąższość, głębokość zalegania itp.).

## Parametry

### Współczynnik eksploatacji a
Określa stopień obniżenia powierzchni w zależności od wyeksploatowanego pokładu. Dla pojedynczej parceli przyjmuje wartości z zakresu <0,1>(np. dla likwidacji z zawałem stropu dochodzi nawet do a=0.95, dla podsadzki np. z zakresu <0.2,0.3>). W praktyce zdarzały się przypadki kiedy a>1, przy wielopokładowej eksploatacji, spowodowane aktywacją wcześniejszych zrobów.
- {\displaystyle a={\frac {W_{max}}{g}},}

gdzie:
{\displaystyle W_{max}} – obniżenia maksymalne,
g – średnia miąższość złoża.

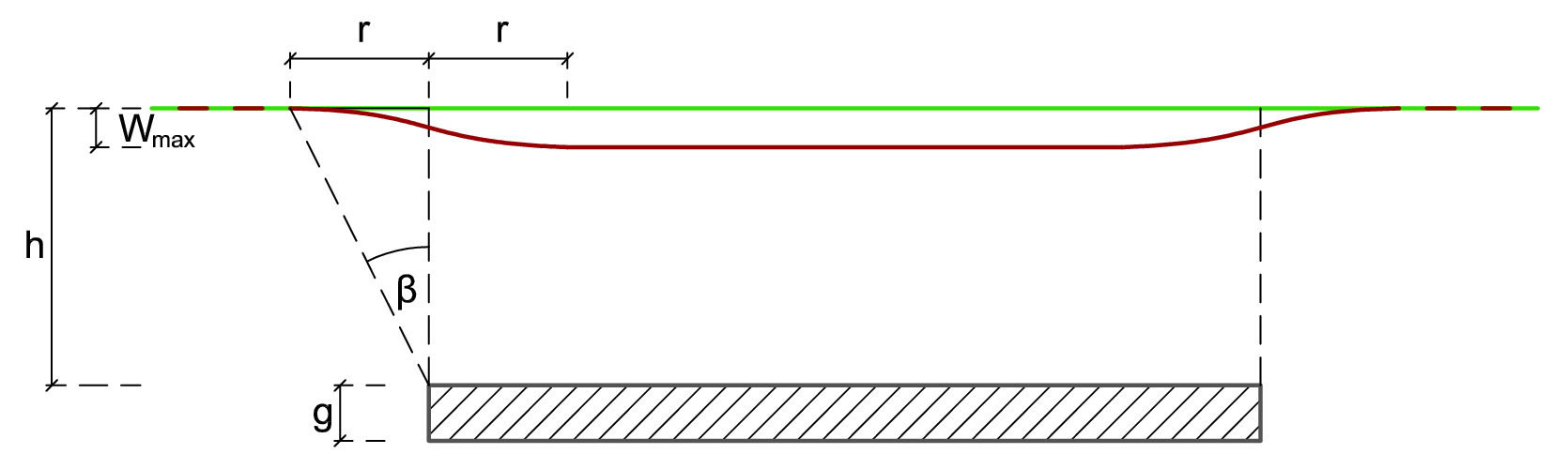
Schemat maksymalnych osiadań

Gdy dysponujemy odpowiednią liczbą obserwacji:
- {\displaystyle a={\frac {V_{w}}{V_{e}}},}

gdzie:
{\displaystyle V_{w}} – objętość niecki na powierzchni terenu,
{\displaystyle V_{e}} – objętość wyeksploatowanego złoża.
- Założenia do wyznaczenia parametru:
  - płaskie dno niecki,
  - niewielka zmienność miąższości,
  - zakończenie procesu obniżania {\displaystyle (czas\rightarrow \infty ).}

### Rozproszenie wpływów r
Odległość od konturu eksploatacji do miejsca, gdzie występuje 0,61% {\displaystyle W_{max}.} W uproszczeniu można powiedzieć, że teren górniczy jest obszarem górniczym powiększonym o wartość r.
{\displaystyle r={\frac {H}{\operatorname {tg} \beta }},}
gdzie:
H – głębokość eksploatacji,
{\displaystyle \beta } – kąt zasięgu wpływów głównych.

### Odległość od osi obojętnej B
Współczynnik B został wprowadzony w celu obliczeń przemieszczeń poziomych i odkształceń dla danego obszaru.
{\displaystyle {\frac {du}{dx}}=-B{\frac {d^{2}W}{dx^{2}}}}
Wyznaczono go jako wartość:
{\displaystyle B={\frac {r}{\sqrt {2\pi }}}}

### Globalny współczynnik czasu c (wg A. Sroki)
{\displaystyle {\frac {1}{c}}={\frac {1}{\xi }}+{\frac {1}{\nu }}}
gdzie:
{\displaystyle \xi } – współczynnik konwergencji [1/rok],
{\displaystyle \nu } – współczynnik czasu dla górotworu [1/rok].

## Wskaźniki deformacji
Wskaźniki w dowolnym miejscu oblicza się w oparciu o poniższe wzory. Użyte oznaczenia odnoszą się do odpowiednich parametrów.

### Obniżenia/osiadania
{\displaystyle W={\frac {W_{max}}{r}}\int \limits _{x}^{\infty }e^{-\pi {\frac {x^{2}}{r^{2}}}}dx}

### Nachylenia
{\displaystyle T={\frac {\partial W}{\partial x}}={\frac {W_{max}}{r}}e^{-\pi {\frac {x^{2}}{r^{2}}}}}

### Przemieszczenia poziome
{\displaystyle u=-B{\frac {\partial W}{\partial x}}=-B{\frac {W_{max}}{r}}e^{-\pi {\frac {x^{2}}{r^{2}}}}}

### Krzywizna
{\displaystyle K={\frac {\partial ^{2}W}{\partial x^{2}}}=\pm {\frac {2\pi xW_{max}}{r^{3}}}e^{-\pi {\frac {x^{2}}{r^{2}}}}}

### Odkształcenia poziome
{\displaystyle \epsilon =-B{\frac {\partial ^{2}W}{\partial x^{2}}}=\pm B{\frac {2\pi xW_{max}}{r^{3}}}e^{-\pi {\frac {x^{2}}{r^{2}}}}}

## Maksymalne wartości wskaźników

### Obniżenia/osiadania
{\displaystyle W_{max}=a*g}
w miejscu {\displaystyle x_{W_{max}}\leqslant -r}

### Nachylenia
{\displaystyle T_{max}={\frac {W_{max}}{r}}}
w miejscu {\displaystyle x_{T_{max}}=0}

### Przemieszczenia poziome
{\displaystyle u_{max}=0.4W_{max}}
w miejscu {\displaystyle x_{u_{max}}=0}

### Krzywizna
{\displaystyle K_{max}=\pm 1.52{\frac {W_{max}}{r^{2}}}}
w miejscu {\displaystyle x_{K_{max}}=\pm 0.4r}

### Odkształcenia poziome
{\displaystyle \epsilon _{max}=\pm C*T_{max}=\pm 0.6T_{max}}
w miejscu {\displaystyle x_{\epsilon _{max}}=\pm 0.4r}